# Saint-André-de-Valborgne
Saint-André-de-Valborgne – miejscowość i gmina we Francji, w regionie Oksytania, w departamencie Gard.
Według danych na rok 1990 gminę zamieszkiwało 437 osób, a gęstość zaludnienia wynosiła 9 osób/km² (wśród 1545 gmin Langwedocji-Roussillon Saint-André-de-Valborgne plasuje się na 546. miejscu pod względem liczby ludności, natomiast pod względem powierzchni na miejscu 63.).